# Catinella texana
Catinella texana är en snäckart som beskrevs av Leslie Raymond Hubricht 1961. Catinella texana ingår i släktet Catinella och familjen bärnstenssnäckor. Inga underarter finns listade i Catalogue of Life.